# Gnistahögen
Gnistahögen är en gravhög belägen i Gnista (Fyrislund, Uppsala stad). 

## Området
Området vid Gnista utgörs idag av en gräsbevuxen kulle mitt på en golfbana. År 1727 fanns här den numer försvunna runstenen U 927. Vid en arkeologisk undersökning 1976 undersökte Upplandsmuseet tre brandgravar från 900-talet vid landsvägen norr om Gnistahögen. Fyndmaterialet var mycket rikt och utgjordes av bland annat svärd, hästutrustning, dräktdetaljer, pilspetsar, pärlor, sköldbuckla och keramik. Själva högen har undersökts 2013.